# Spelaeoglomeris epirotica
Spelaeoglomeris epirotica är en mångfotingart som beskrevs av Jean-Paul Mauriès 1966. Spelaeoglomeris epirotica ingår i släktet Spelaeoglomeris och familjen klotdubbelfotingar. Inga underarter finns listade i Catalogue of Life.